# 石井稔
石井 稔（いしい みのる、1941年〈昭和16年〉 - ）は、日本の無農薬栽培農家、名稲会会員第1号。

## 略歴
- 1941年（昭和16年）- 宮城県登米郡に生まれる[1]。
- 登米町立登米中学校を卒業し農家となる。
- 20代半ばに体調を崩して仕事が出来なくなり、米の収穫量が激減し借金地獄に陥る。
- 2001年（平成13年）- 全国米・食味分析鑑定コンクール・ひとめぼれ部門「最優秀賞」受賞
- 2002年（平成14年） - 同コンクール・総合部門「金賞」受賞
- 2003年（平成15年） - 同コンクール・総合部門「金賞」受賞 2年連続
- 2004年（平成16年） - 同コンクール・総合部門「金賞」受賞 3年連続
- 2005年（平成17年） - 同コンクール・ひとめぼれ有機栽培部門「金賞」受賞
- 2006年（平成18年） - 全国名稲会｢ダイヤモンド褒章｣ 受賞（第1回受賞者）、名稲会会員 第1号。

## テレビ出演
- 2003年（平成15年）11月18日 - 『日経スペシャル ガイアの夜明け』 まずいコメはもういらない! 〜変わり始めたニッポンの農家〜（テレビ東京系列）[2]。
- 2010年（平成22年）11月1日 - 『プロフェッショナル 仕事の流儀』「苦労の数だけ、人生は実る」（NHK総合テレビジョン）[3]。

## 書籍

### 関連書籍
- 『病気にならないコメ選び 石井稔 無農薬有機栽培米・命を救うコメ おいしいから安全はとんでもない』（著者:澤田友昭、監修:石井稔）（2017年12月1日、清風堂書店）ISBN 9784883138708

## DVD
- 『プロフェッショナル 仕事の流儀 米農家 石井稔の仕事 苦労の数だけ、人生は実る』（2011年9月22日、NHKエンタープライズ）NSDS16196

## 参考資料
- 『プロフェッショナル 仕事の流儀』（NHK総合テレビジョン）2010年11月1日放送
- 澤田友昭『食べてはいけないコメ 命を救うコメ』さんが出版、2016年12月